# Johann Ludwig Völkel
Johann Ludwig Völkel (* 20. Januar 1762 in Kassel; † 1. Februar 1829 in Kassel, abweichend: † 31. Januar 1829) war ein deutscher Altphilologe und Archäologe.

## Leben

### Familie
Johann Ludwig Völkel (auch: Johann Ludwig Voelkel) war ein Sohn des Schwertfegers in Kassel Christoph Siegmund Völkel (1724–1816) und dessen Ehefrau Anna Christine, geborene Riehl (1735–1804). Er hatte noch drei Brüder und eine Schwester.
Er war seit dem 25. Dezember 1795 verheiratet mit Dorothea (1778–1828), Tochter des Leinenhändlers Gideon Schirmer (1744–1789). Gemeinsam hatten sie acht Kinder:
- Conradine Christina (1797–1866) ⚭ Ferdinand Schotten (1791–1878), Geheimer Justizrat;
- Luise Catharina (1799–1802);
- Luise Elise (1803–1871) ⚭ Justus Wilhelm Schäffer (1782–1868), Oberberg-Rat;
- Julie Mariane (1805–1864) ⚭ Carl Glinzer, Maler;
- Amalie Wilhelmine (1807–1875) ⚭ Carl Knatz (1800–1862), Oberappellationsgerichtsrat;
- August (1809–1812);
- Henriette Helene (1812–1898) ⚭ Karl Theodor Brambeer (1806–1835), Apotheker, der bis zu seinem Tod die Rosenapotheke in Melsungen leitete, die 1839 von Julius Wilhelm Braun übernommen wurde und aus der der Weltkonzern B. Braun Melsungen entstanden ist;
- Auguste Adolphine (1816–1901), Carl Emil Göring (zwischen 1781 und 1841), Kaufmann.

### Werdegang
Bis zu seinem 12. Lebensjahr erhielt Johann Ludwig Völkel Privatunterricht beim Kandidaten der lutherischen Kirche Johann Sebastian Wiß, dem späteren Pfarrer in Brotterode. Von 1773 bis 1776 besuchte er das Pädagogium und anschließend bis 1778 das Collegium Carolinum, dort erhielt er Unterricht in der hebräischen und griechischen Sprache bei Professor Johann Rudolph Anton Piderit (1720–1791).
Er ging im Alter von 16 Jahren im Herbst 1778 an die Universität Göttingen und begann ein Studium der Theologie, Philologie und Geschichte und hörte Vorlesungen bei Christian Gottlob Heyne, Johann Benjamin Koppe (Dogmatik), Ludwig Timotheus Spittler (Geschichte), Gottfried Less (Moral) und orientalische Sprachen bei Johann David Michaelis. Er beendete seine Studien 1782 und wurde Hofmeister beim Hofrat von Bostel in Wetzlar, kehrte aber Ostern 1784 an die Universität Göttingen zurück und wurde dort 1784 Privatdozent für griechische und römische Literatur.
1785 sandte er eine Abhandlung über das Seewesen der Römer vor den punischen Kriegen an die Gesellschaft der Altertümer in Kassel; hierbei beabsichtigte er, eine Lehrerstelle am Collegium Carolinum zu erhalten. Durch den Tod von Landgraf Friedrich II. kam es jedoch zu keiner Einstellung.
1787 wurde die Universität Marburg mit dem Collegium Carolinum vereinigt; hierdurch kam er am 28. Mai 1787 zu einer außerordentlichen Professur der klassischen Philologie und der römischen Altertümer an der Universität Marburg, bis er am 11. Februar 1789 die Mitaufsicht über die Altertümer und Kunstsachen des damaligen Museums neben dem Regierungsrat Friedrich Christoph Schmincke (1724–1795) erhielt.
1791 wurde ihm der Auftrag erteilt, den damaligen Erbprinzen und späteren Kurfürsten Wilhelm II. als Lehrer in der Archäologie und in anderen Wissenschaften auf dessen Reise in die Schweiz zu begleiten; dort reisten sie von Genf in die Gletscher von Chamonix-Mont-Blanc. In dieser Lehrer-Aufgabe blieb er auch, als Wilhelm II. in Leipzig an der dortigen Universität studierte.
1795 kehrte Völkel nach Kassel zurück und wurde, nach dem Tod von Regierungsrat Schmincke, zum Aufseher der Antiken-, Pretiosen- und Kunst-Sammlung, zum zweiten Bibliothekar der Kasseler Bibliothek, die sich im Fridericianum befand, sowie der Bibliothek in Wilhelmshöhe und zum Hofarchivar des dortigen Geheimen Kabinettsarchivs ernannt; hierzu erhielt er den Titel „Fürstlicher Rat“. 1802 bat er um die Entbindung seiner Aufgabe als Hofarchivar und erhielt dafür das Sekretariat der Altertumsgesellschaft.
1805 raubten die Franzosen alle wertvollen antiken Kunstgegenstände des Kasseler Museums.
1806 trat Friedrich Wilhelm Strieder von seinem Amt als erster Bibliothekar zurück, so dass Johann Ludwig Völkel diese Stelle nun bekleidete.
1809 wurde er aufgrund einer Denunziation, nach dem Dörnberg-Aufstand, von der Regierung des napoleonischen Königreichs Westphalen für einige Tage im Kastell, das damals als Staatsgefängnis in Kassel diente, eingekerkert.
Nach der Rückkehr von Friedrich Wilhelm Strieder wurde Johann Ludwig Völkel 1813 wieder zweiter Bibliothekar.
Im April 1814 ging er mit zwei Begleitern, dem Geheimen Regierungsrat und Kammerherrn Georg Ferdinand von Lepel und dem Galerie-Inspektor Ernst Friedrich Ferdinand Robert (1763–1843), nach Paris, um die von den Franzosen geraubten literarischen und Kunstschätze wieder zurückzuholen. Er fand zwar seine Antiken fast vollständig im Dianasaal des Louvre wieder, wurde aber durch den Ersten Pariser Frieden enttäuscht, mit dem Zar Alexander I. den Franzosen alle geraubten Kunstschätze sicherte; die Kommission wäre im Juni 1814 mit völlig leeren Händen heimgekehrt, wenn es ihr nicht gelungen wäre, wenigstens eine Anzahl entführter Bücher und Bilder sowie einige Kunstgegenstände, die Jérôme Bonaparte auf seiner Flucht mitgenommen hatte, von dessen Gefolge wieder zurückzugewinnen. Doch hatte Völker so genaue Aufzeichnungen über die Standorte der hessischen Antiken in Paris gemacht, dass nach dem Zweiten Pariser Frieden das hessische Eigentum dort auch ohne seine persönliche Anwesenheit, nur auf seine schriftlichen Aufzeichnungen hin, von Jacob Grimm zurückgenommen und heimgeführt werden konnte.
Nach dem Tod von Friedrich Wilhelm Strieder wurde ihm 1815 die Oberleitung der Kurfürstlichen Bibliothek wieder übertragen, an welcher die Brüder Jakob und Wilhelm Grimm die beiden anderen Bibliothekarstellen besetzten.
1816 wurde er Angehöriger der Zensurkommission.
1821 setzte ihn der Kurfürst Wilhelm II., dessen Lehrer Völkel gewesen war, als Direktor des Kurfürstlichen Museums der Antiken und der Bibliothek in Kassel ein.
Er beherrschte die lateinische, französische, italienische und englische Sprache, in denen er zeitweise auch Unterricht gab.

## Ehrungen und Auszeichnungen
- Am 2. Juli 1803 erhielt er den Rang eines Kurfürstlichen Hofrates und wurde im Januar 1814 zum Oberhofrat befördert;
- zur 300-Jahr-Feier der Reformation am 31. Oktober 1817 erhielt er von der philosophischen Fakultät der Universität Marburg die Doktorwürde;
- Neujahr 1819 erhielt er vom Kurfürsten das Ritterkreuz des Hausordens vom Goldenen Löwen.

## Mitgliedschaften
Johann Ludwig Völkel war Sekretär in der Kasseler Altertumsgesellschaft.

## Veröffentlichungen (Auswahl)
- Reise auf den Montanvert, zu dem Eismeer, und zu der Quelle des Arveiron in den Savoyer Alpen. Neue Thalia 1792–93, 3. Band, S. 3–46.
- Ueber den grossen Tempel und die Statue des Jupiters zu Olympia: eine Erläuterung der Beschreibung des Pausanias. Breitkopf, Leipzig 1794.
- Ueber die Wegführung der Kunstwerke aus den eroberten Ländern nach Rom, eine Vorlesung in der Casselischen Alterthümer-Gesellschaft gehalten von L. Völkel. Breitkopf und Härtel, Leipzig 1798.
- Beschreibung einer seltenen Silber-Münze von Constantin d. G. im Fürstl. Hessen-Castelischen Cabinet. Dieterich, Göttingen 1801.
- Archäologischer Nachlass. Vandenhoeck & Ruprecht, Göttingen 1831.
- Johann Ludwig Völkel, Albert Duncker, E Gerland: Eines hessischen Gelehrten Lebenserinnerungen aus der Zeit des Königs Jérôme: zwei Manuscripte. Im Commissionsverlage von A. Freyschmidt, Kassel 1882.